# Jaroslav Řehulka
Jaroslav Řehulka (31. prosince 1886 Osek nad Bečvou - 20. ledna 1961 Osek nad Bečvou)) byl český a československý právník, spisovatel, katolický politik a poválečný poslanec Prozatímního a Ústavodárného Národního shromáždění za Československou stranu lidovou.

## Biografie
Jeho otec Josef Řehulka byl místním vzdělancem, učitelem, měl patentovánu řadu vynálezů a získal ocenění za studie o aeronautice. Jaroslav Řehulka absolvoval základní školu v Lipníku nad Bečvou a gymnázium v Přerově. Pak vystudoval Právnickou fakultu Univerzity Karlovy v Praze a zároveň Umělecko-průmyslovou školu v Praze. Během studií se zabýval malováním i žurnalistikou. Na právech promoval v roce 1911 a pracoval jako advokát v Lipníku nad Bečvou, Přerově a od roku 1912 v Olomouci. Začal se zabývat publicistikou. V roce 1912 publikoval řadu humoresek z ministrantského života, v nichž popsal skutečné obyvatele rodného Oseka. Jeho uměleckým pseudonymem byl Venca Vincórek. Publikace se dočkala i další jeho povídková díla (Zelené mládí, Karlův román, Hřbitovy, Malíř barevných harmonií). Působil také coby stálý dopisovatel listu Našinec. V roce 1913 spoluzakládal platformu Družina literární a umělecká. Psal její stanovy a trvale zasedal v jejím vedení.
Od roku 1912 byl členem katolických politických stran (Katolická strana národní na Moravě, Moravsko-slezská křesťansko-sociální strana na Moravě), po vzniku Československa se pak angažoval v ČSL. V zemských volbách v roce 1928 byl zvolen do Moravskoslezského zemského zastupitelstva. Po roce 1945 vedl krajskou lidovou radu (krajskou stranickou organizaci ČSL) v Olomouci.
V letech 1945–1946 byl poslancem Prozatímního Národního shromáždění za ČSL. Po parlamentních volbách v roce 1946 se stal poslancem Ústavodárného Národního shromáždění, kde setrval formálně do voleb roku 1948.
Po únorovém převratu v roce 1948 byl z politických důvodů zbaven práva vykonávat advokátskou profesi. V 50. letech pak musel dojíždět z Oseka do Ostravy, kde dostal přidělenou práci.